# Anostomus
Anostomus es un género de peces de la familia Anostomidae y de la orden de los Characiformes. Se encuentra en Sudamérica, del Orinoco y la Cuenca del Amazonas y varios ríos en las Guayanas.

## Especies
Actualmente hay cinco especies reconocidas en este género:
- Anostomus anostomus (Linnaeus, 1758)
- Anostomus brevior (Géry, 1961)
- Anostomus longus (Géry, 1961)
- Anostomus ternetzi (Fernández-Yépez, 1949)
- Anostomus ucayalensis (Fowler, 1906)